# Кардито
Кардито (итал. Cardito) — город в Италии, располагается в регионе Кампания, в провинции Неаполь.
Население составляет 20 752 человека (на 2004 г.), плотность населения составляет 6894,33 чел./км². Занимает площадь 3 км². Почтовый индекс — 80024. Телефонный код — 081.
Покровителем населённого пункта считается священномученик Власий Севастийский (San Biagio). Праздник ежегодно празднуется 3 февраля.